# カリスト・ガルシア
カリスト・ガルシア・イニゲス （スペイン語: Calixto García Iñiguez、1839年8月4日 - 1898年12月11日）は、キューバの独立戦争における反乱軍側の将軍の一人である。キューバの3つの独立戦争である第一次キューバ独立戦争、小戦争、第二次キューバ独立戦争全てに参加した。さらにアメリカ合衆国が介入して米西戦争へと繋がり、最終的にキューバの独立が認められた。
1898年、ワシントンD.C.滞在中に肺炎で死去。